# Dzikowo (Wałcz)
Dzikowo (deutsch Dyck, früher  Dick und Dyk) ist ein Dorf in der Landgemeinde (Gmina) Wałcz (Deutsch Krone) im Powiat Wałecki (Deutsch Kroner Kreis) der polnischen Woiwodschaft Westpommern.

## Geographische Lage
Das Dorf liegt im Netzedistrikt des ehemaligen Westpreußen, etwa zwölf Kilometer südwestlich von Wałcz (Deutsch Krone) und sechs Kilometer südöstlich von Prusinowo Wałeckie (Preußendorf).

## Geschichte
Ältere Ortsbezeichnungen sind Dykowo (1448), Dikow (1641), Dykowo (1736), neupolnisch Dyki. Der Ortsname hat die Bedeutung Deich oder Damm. 1736 war auf der Gemarkung des Dorfs ein Vorwerk mit einem mit Stroh gedeckten Wohnhaus. Grundherr um 1783 war ein von Żychliński. 1792(?) verkaufte ein von Blankenburg das Gut an einen von Żychliński für 12.000 Taler. 1805 war es auf 71.000 Taler taxiert.
Um 1930 hatte die Gemeinde Dyck drei Wohnplätze:
- Dyck
- Forsthaus Rudolfshof
- Waldarbeitergehöft Wolfshof

Im Jahr 1945 gehörte Dyck zum Landkreis Deutsch Krone im Regierungsbezirk Grenzmark Posen-Westpreußen der preußischen Provinz Pommern des Deutschen Reichs. Dyck war dem Amtsbezirk Preußendorf zugeordnet.
Im Februar 1945 wurde Dyck von der Roten Armee besetzt. Nach Beendigung der Kampfhandlungen wurde die Region seitens der sowjetischen Besatzungsmacht zusammen mit ganz Hinterpommern und der südlichen Hälfte Ostpreußens – militärische Sperrgebiete ausgenommen – der Volksrepublik Polen zur Verwaltung überlassen. Es wanderten nun Polen zu. Dyck wurde unter der polnischen Ortsbezeichnung „Dzikowo“ verwaltet. Die einheimische Bevölkerung wurde von der polnischen Administration aus Dyck vertrieben.

### Demographie
| Jahr | Einwohner | Anmerkungen |
| ---- | --------- | --- |
| 1736 | –         | ansässig sind ein Freischulze, ein dienstpflichtiger Schulze, elf Dienstbauern, zwei Halbbauern, zehn Eigenkätner, ein Schäfer und ein Förster                                 |
| 1783 | –         | adliges Dorf nebst einer katholischen Kirche, im Netzedistrikt, Kreis Krone, 36 Feuerstellen (Haushaltungen)                                                                   |
| 1818 | 241       | Hauptgut, adlige Besitzung |
| 1864 | 874       | davon 610 im Dorf (69 Evangelische und 532 Katholiken) und 264 im Gutsbezirk (105 Evangelische, 159 Katholiken)                                                                |
| 1910 | 730       | am 1. Dezember, 498 im Dorf (darunter 69 Evangelische und 429 Katholiken; zehn Personen mit polnischer Muttersprache) und 232 im Gutsbezirk (104 Evangelische, 128 Katholiken) |
| 1925 | 666       | darunter 179 Evangelische, 480 Katholiken und sechs Juden |
| 1933 | 589       | [ 7 ] |
| 1939 | 568       | [ 7 ] |

## Kirche
Die hiesige katholische Kirche war früher Pfarrkirche, später war sie eine Filiale von Nakel. Die bis 1945 anwesende Dorfbevölkerung war mehrheitlich katholisch.
Die Protestanten des Dorfs gehörten zum Kirchspiel Deutsch Krone.